# Красный Хутор (Курская область)
Красный Хутор — посёлок в Курчатовском районе Курской области. Входит в Макаровский сельсовет.

## География
Посёлок находится в 49 км западнее Курска, в 14,5 км к северо-западу от районного центра — города Курчатов, в 5,5 км от центра сельсовета – Макаровка.
Климат
Красный Хутор, как и весь район, расположен в поясе умеренно континентального климата с тёплым летом и относительно тёплой зимой (Dfb в классификации Кёппена).

## Население
| 2002 | 2010 |
| ---- | ---- |
| 5    | ↘0   |

## Инфраструктура
Личное подсобное хозяйство.

## Транспорт
Красный Хутор находится в 40 км от федеральной автодороги М2 «Крым», в 11,5 км от автодороги регионального значения 38К-017 (Курск – Льгов – Рыльск – граница с Украиной), в 5 км от автодороги межмуниципального значения 38Н-362 (38К-017 – Николаевка – Ширково), в 5 км от автодороги 38Н-366 (38Н-362 – Макаровка – Льгов), в 12 км от ближайшей ж/д станции Лукашевка (линия Льгов I — Курск).